# Андрій Шевченко (шрифтовий дизайнер)
Андрій Шевченко (1973, Бердянськ) — український шрифтовий дизайнер. Випускає шрифти з 2005-го року. Був членом журі міжнародного конкурсу «New Cyrillic 2012» та студентського конкурсу Pangram-2017. У травні 2017-го року ініціював шрифтове свято «Букви й хвилі» за участю українських шрифтарів Андрія Константинова, Олега Ліщука, Кирила Ткачова та Євгена Садка.

## Відзнаки та важливі роботи
- 2010 перше місце в катеґорії «текстові шрифти», Перший конкурс українських шрифтів на Всеукраїнському фестивалі каліграфії та типографії «Рутенія» за шрифти Оксана Текст та Оксана Санс;

- 2011 перше місце, Конкурс Мистецького Арсеналу на створення сучасного ділового українського шрифту Арсенал[5][6];

- 2012 відзнака «Best of», конкурс Ukrainian Design: The Very Best Of за шрифти Бандера Про[7][8] та ЗайонТрейн Про;

- 2013 відзнака «Best of», конкурс Ukrainian Design: The Very Best Of за шрифт Арсенал;

- пластовий шрифт за мотивами робіт Роберта Лісовського;

- міський шрифт для Маріуполя (разом з Сергієм Родіоновим)[9];

- міський шрифт для Дніпра (разом з Кирилом Ткачовим)[10]

## Публікації та виступи
- шрифтові роботи публікувались в журналах «Page», «Slanted» (Німеччина), «2+3D» (Польща), «кАк», «Publish» (Росія);
- інтерв’ю в онлайн-журналі «Creative Characters»[11] (США), журналі «Art-Ukraine», «Ґазеті по-українські», порталі «Читомо»[12];
- «Знаки міст і знаки місць: дизайнери і genius loci»[13], TEDx Донецьк 2011;
- «Чому нам потрібна нова кирилиця»[14], Київ 2013, Івано-Франківськ 2015;
- «Як Роберт Лісовський допоміг мені з дизайном шрифту Бандера», Луцьк 2019
- «Скільки українських шрифтів потрібно для щастя»[15], онлайн 2022